# 北大物町
北大物町（きただいもつちょう）は、兵庫県尼崎市にある町丁。丁目は振り分けられていない。郵便番号は660-0804。

## 地理
東は長洲中通に接する。西は西長洲町に接する。北は金楽寺町、南は昭和通と接する。

## 交通
鉄道、バス共に走っていない

## 校区[3]
| 区域 | 小学校       | 中学校     |
| ---- | ------------ | ---------- |
| 全域 | 金楽寺小学校 | 成良中学校 |

## 施設
- 兵庫県立尼崎高等学校